# Karl Michael Betzl
Karl Michael Betzl (* 1947 in Augsburg) ist ein deutscher Jurist und Diplom-Kaufmann. Vom 1. Februar 2006 bis zum 17. Oktober 2008 übte er das Amt des Landesdatenschutzbeauftragten des Freistaates Bayern aus.

## Schule und Beruf
Betzl wurde 1947 in Augsburg geboren, wuchs dort auf und ging dort zur Schule. Anschließend studierte er Rechtswissenschaften in München und Regensburg. Das Studium schloss er mit dem zweiten Staatsexamen als Jahrgangsbester ab. Nach seiner Promotion begann er seine berufliche Laufbahn 1974 als Hilfsreferent im Bayerischen Staatsministerium der Finanzen. Später wechselte er in die Bayerische Staatskanzlei und war dort in der Kommission für den Abbau von Staatsaufgaben und für Verwaltungsvereinfachung sowie im Außendienst der Bayerischen Landesbank tätig. 1982 wurde er Justiziar des Bayerischen Landtags.

## Bayerischer Landesbeauftragter für Datenschutz
Nachdem der damalige bayerische Landesdatenschutzbeauftragte Reinhard Vetter in den Ruhestand ging, wählte der Landtag im Februar 2006 Betzl mit 108 von 147 Stimmen zu dessen Nachfolger.
In seiner Antrittsrede vor dem Bayerischen Landtag erklärte Betzl am 14. Februar 2006:
Die größte Unzulänglichkeit beim Datenschutz ist das Wort „Datenschutz“. Der Begriff ist irgendwie blutleer und teilweise negativ besetzt. Er banalisiert das eigentliche Anliegen. Es sollen ja nicht die Daten als solche geschützt werden, sondern die Autonomie des Individuums. […] Datenschutz ist Machtkontrolle, Datenschutz ist Schutz des Individuums, Datenschutz ist Schutz der Freiheit, Datenschutz ist Schutz der informationellen Selbstbestimmung.

## Liechtensteiner Steueraffäre und die Folgen
Betzl wurde verdächtigt, in die Liechtensteiner Steueraffäre verwickelt zu sein. Wegen des Verdachts der Steuerhinterziehung wurden Betzls Privat- und Diensträume am 20. Februar 2008 durchsucht. Betzl ließ daraufhin seine Amtsgeschäfte ruhen.
Am 17. Oktober 2008 gab er sein Amt als Bayerischer Datenschutzbeauftragter wegen der Steueraffäre auf und wurde vom damaligen Landtagspräsidenten Alois Glück abberufen.
Die Staatsanwaltschaft hat das Verfahren gegen eine Geldauflage von 15.000 Euro eingestellt. Betzl ist damit nicht vorbestraft.

## Sonstiges
Unbestätigten Medienberichten zufolge war Betzls Ehefrau im November 2008 Beamtin beim BND, der Behörde, die von einem ehemaligen liechtensteinischen Bankangestellten Informationen über die steuerlich relevanten Daten angekauft hatte.